# Fokker F.III
El Fokker F.III fue un monoplano monomotor comercial de pasaje de ala alta con una capacidad para cinco pasajeros producido a principios de la década de 1920 por la firma holandesa N.V. Koninklijke Nederlandse Vliegtuigenfabriek Fokker. Se convirtió en uno de los aviones más empleados en Europa a mediados de los años veinte. También se fabricó bajo licencia en Alemania por iniciativa del Dr. Ing. Karl Grulich, gerente técnico de la aerolínea Deutscher Aero Lloyd como Fokker-Grulich F.III.
Desarrollado sobre la base del anterior Fokker F.II, del que mantenía la disposición general pero con una reorganización de los espacios destinados al piloto y a los pasajeros, consiguió consolidarse en el mercado de la aviación comercial, entrando en servicio a principios de la década de 1920 con la aerolínea holandesa KLM, con varias compañías aéreas alemanas, entre ellas Deutscher Aero Lloyd que, posteriormente se convertiría en Deutsche Luft Hansa AG, y otras de Dinamarca y del Reino de Hungría.
El F.III H-NABA se presentó en el Salon de l´Aéronautique de París en el otoño de 1921, donde recibió una fría acogida por parte del público asistente al haber diseñado y construido aviones militares para los alemanes durante la pasada guerra. Aunque A. Fokker evitó usar el nombre Fokker, ya que la Primera Guerra Mundial aún estaba muy presente en la memoria de todos, y utilizó el nombre de Nederlandse Vliegtuigfabriek, pronto se relacionó con el nombre Fokker, lo que causó gran conmoción. El stand tuvo que ser protegido de la multitud enfurecida y A. Fokker se vio necesitado de un guardaespaldas. Aun así, y aunque durante años no se vendió un producto de la firma en Francia, demostró ser uno de los primeros aviones de pasajeros de éxito. Aunque fue rápidamente superado por diseños posteriores a finales de la década, debido al rápido desarrollo de la aviación en todos sus conceptos, se utilizó en muchas de las primeras rutas aéreas europeas. 

## Contexto - Historial del proyecto
Con la conclusión de la Primera Guerra Mundial, cuyo resultado adverso para el Imperio alemán implicó el desmembramiento de sus territorios y la creación de la República de Weimar, el Luftstreitkräfte (Cuerpo aéreo de Imperio Alemán) fue disuelto el 8 de mayo de 1920 según estipulaban las cláusulas impuestas por el Tratado de Versalles . Los modelos militares fueron destruidos casi en su totalidad y los escasos supervivientes fueron desmilitarizados y, con las modificaciones oportunas, reacondicionados para un uso exclusivamente civil, si bien la mayoría de los modelos, con una capacidad máxima de dos o tres plazas de pasaje, no permitían el transporte de un número considerable de pasajeros ya que eran casi inexistentes. En este contexto, algunas empresas alemanas, Fokker-Flugzeugwerke, Dornier Flugzeugwerke, Junkers Flugzeugwerk iniciaron el desarrollo de modelos específicos pensados desde el principio para ser utilizados en esta función.
Anthony Fokker , propietario de Fokker-Flugzeugwerke con sede en Schwerin, encargó a Reinhold Platz, jefe de su departamento técnico, el diseño de un modelo conceptualmente moderno que pudiera ofrecer a las emergentes aerolíneas nacionales. Platz, ya había diseñado el caza triplano Fokker Dr.I , el biplano D.VII y el monoplano D.VIII. El Dr.I fue el primer avión en utilizar los gruesos perfiles de elevación/arrastre que permitían altas velocidades de ascenso y también el uso de alas con arriostramientos internos. Por lo tanto, el ala del triplano no necesitaba ningún refuerzo de alambre externo y sus monoplanos sucesores, aparte de las fijaciones al fuselaje, eran simples estructuras en voladizo. Platz utilizó la experiencia adquirida en la creación de este tipo de alas estructuralmente robustas para iniciar en 1919 el desarrollo del F.I; proyecto posteriormente abandonado en favor del F.II que mantenía sus características generales; un avión construido mediante técnicas mixtas, monomotor, monoplano de ala alta con alas en voladizo, cabina abierta, compartimento de pasajeros cerrado y tren de aterrizaje fijo.
El F.II fue el modelo con el que inicialmente la aerolínea Koninklijke Luchtvaart Maatschappij - KLM comenzó su actividad; sin embargo, Albert Plesman, el director ejecutivo de KLM, aunque satisfecho con el avión, solicitó a la compañía que iniciara el desarrollo de un modelo aún más rápido y cómodo. De hecho, el F.II tenía un compartimento cerrado para sólo cuatro pasajeros, mientras que el quinto estaba sentado en la cabina abierta al lado del piloto y, por lo tanto, no tenía protección contra los elementos. Además, se podría mejorar la visión del piloto. Para lograrlo, Platz diseñó el avión desplazando el quinto asiento dentro de la cabina de pasajeros.
El prototipo propulsado por un motor de seis cilindros en línea BMW IIIa con una potencia de salida de 134 kW (182 PS, 179,6 hp) voló por primera vez el 20 de noviembre de 1920. Los primeros modelos de pre-serie fueron construidos en la factoría Fokker Flugzeugwerke G.m.b.H en Schwerin, (Mecklemburgo-Pomerania Occidental) mientras que, el resto de la producción fue llevada a cabo por la factoría Vliegtuigenfabriek Fokker en Veere, Países Bajos, fundada por A. Fokker después de la I Guerra Mundial.

## Diseño

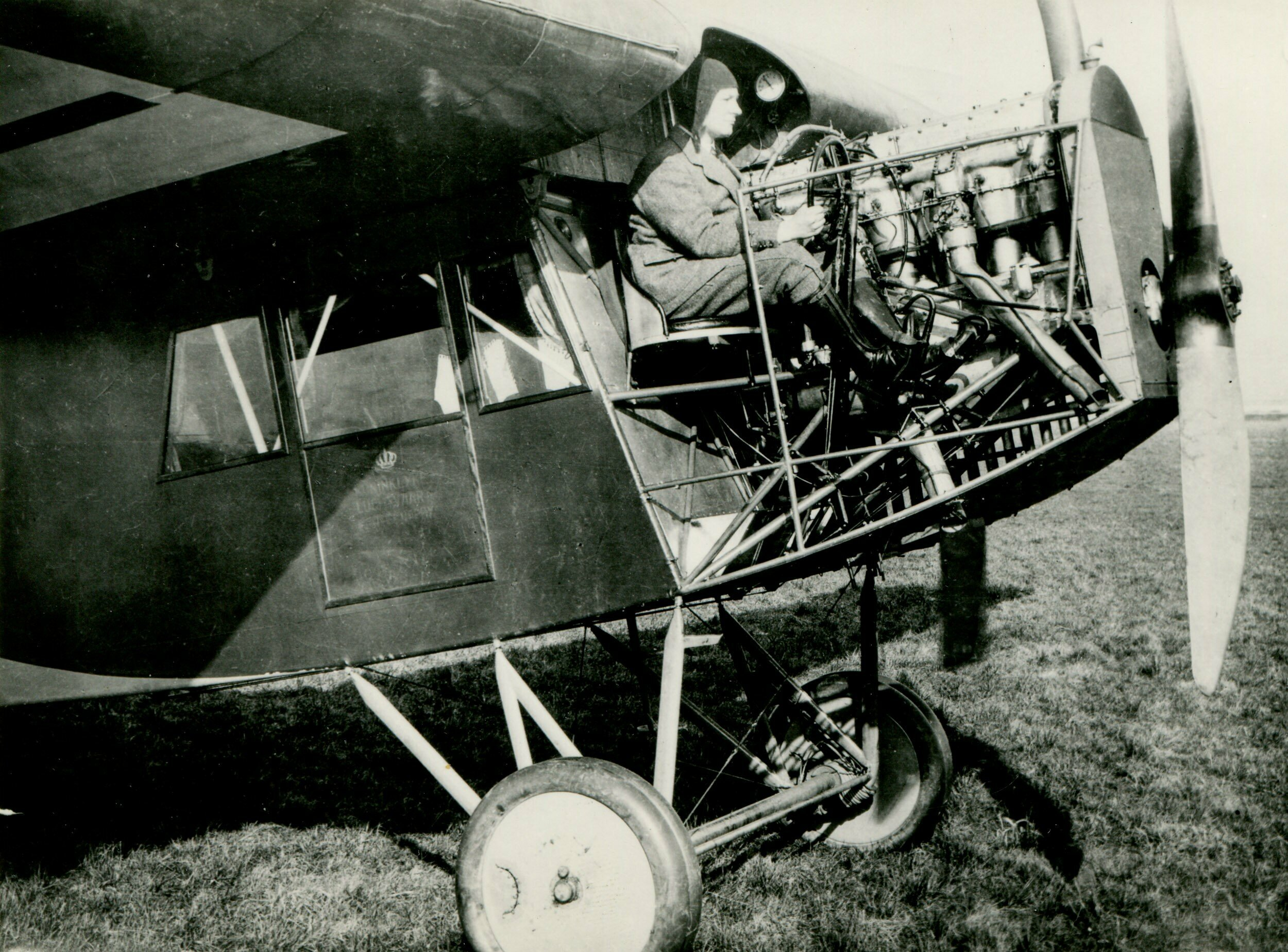
A. Fokker sentado en la cabina de un F.III, junto al motor. 1920

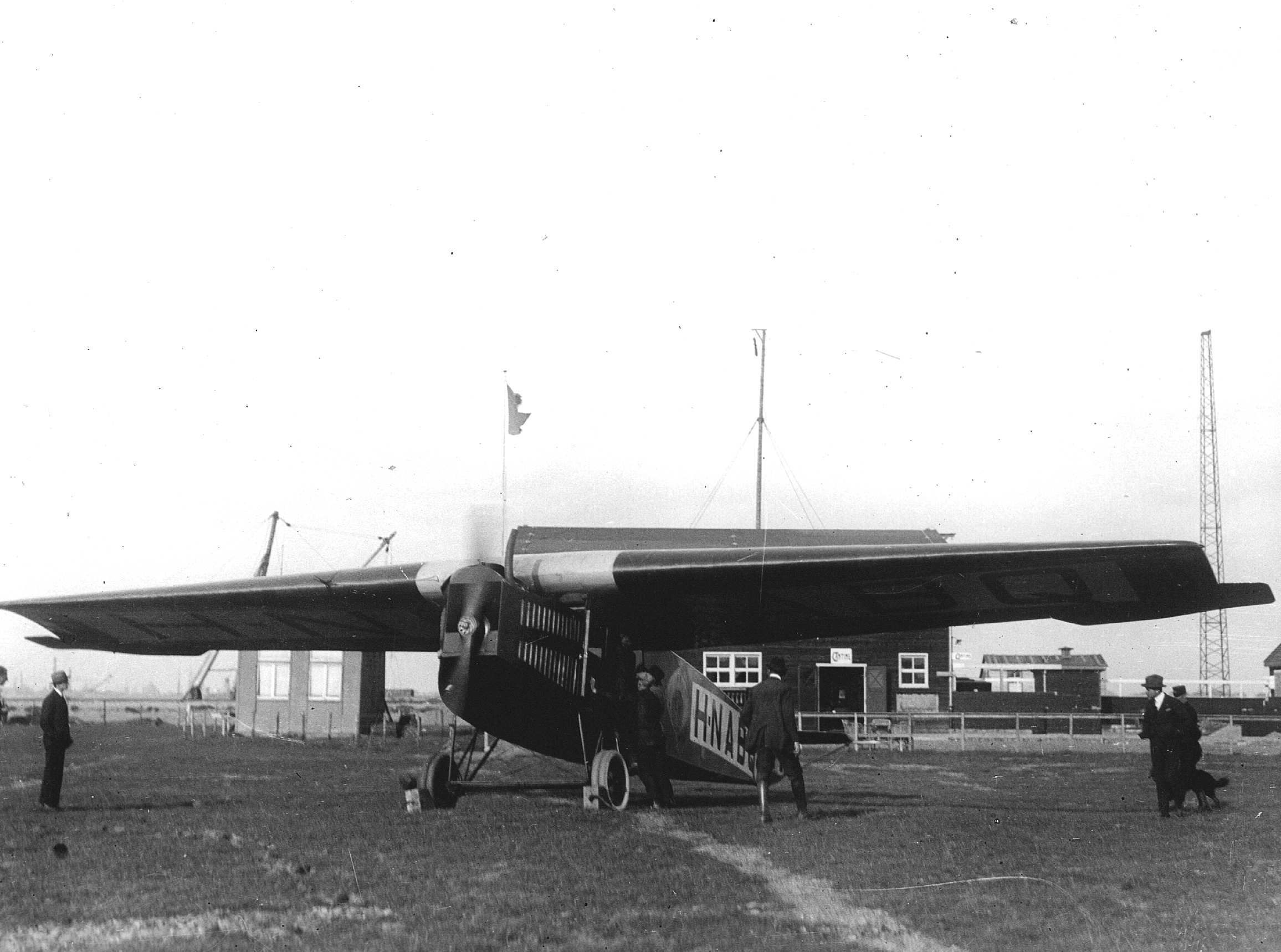
Fokker F.III H-NABQ de KLM

La disposición técnica del modelo, que posteriormente sería reelaborado en la serie inicial de modelos civiles de Fokker, incluía una cédula que combinaba un ala cantilever (en voladizo) de dos largueros, de gruesa sección construida en madera y completamente recubierta de paneles de contrachapado, dotada de alerones que se extendían más allá de las puntas de las alas. Se eliminaron los puntales externos del ala del F.II, dejando un ala en voladizo limpia con un gran fuselaje de sección cuadrada realizado con una estructura de tubo de acero soldado recubierto de lona impermeable. El tren de aterrizaje era de tipo convencional, de eje único y ruedas simples complementado con un patín de cola.
El habitáculo del pasaje dotado de cinco plazas, estaba situado detrás de la cabina monoplaza abierta destinada únicamente al piloto. El F.III fue elogiado por los pasajeros por su lujoso interior, con sillones de lujo, cortinas, paredes tapizadas, alfombra en el suelo, una mesa plegable con cenicero e incluso flores en un jarrón, por ello, se le dio el nombre no oficial de Limousine. Las ventanas trapezoidales del fuselaje de los F.II fabricados por Grulich eran estándar en el F.III. En el F.II anterior, un pasajero se sentaba junto al piloto en su cabina abierta. El piloto ahora se sentaba junto al motor, que estaba desplazado lateralmente unos 100 mm, y la orientación a babor o estribor dependía del tipo de motor instalado. Aunque esta inusual disposición implicaba que los pilotos se veían "quemados por un lado y congelados por el otro", tenían una visibilidad mucho mejor que en el F.II. La visibilidad se mejoró aún más, gracias a un recorte en el borde de ataque del ala por encima de la cabeza del piloto, lo que permitía elevar su asiento.
Al igual que su predecesor, el F.III estaba propulsado inicialmente por un motor BMW IIIa de 134 kW (180 hp) procedente de los excedentes de guerra, fácilmente disponible, sin embargo, demostró tener problemas de refrigeración. La aerolínea holandesa KLM, que fue de las primeras en adoptar el modelo, al igual que hizo con el anterior F.II, lo sustituyó por el británico Armstrong Siddeley Puma de 186 kW (256 hp). También se utilizaron otros motores diferentes, todos ellos refrigerados por líquido y combinados, según el motor, con hélices de madera de dos o cuatro palas de paso fijo.

## Historial operativo

### Fokker F.III

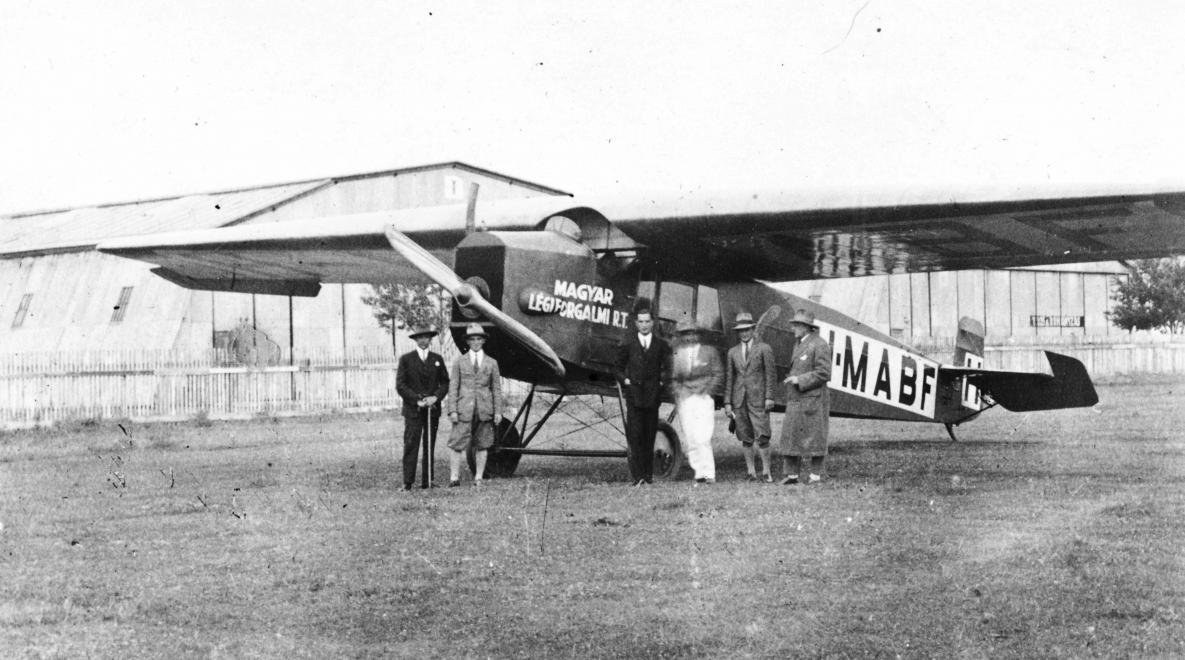
Fokker F.III de MALERT. 1930

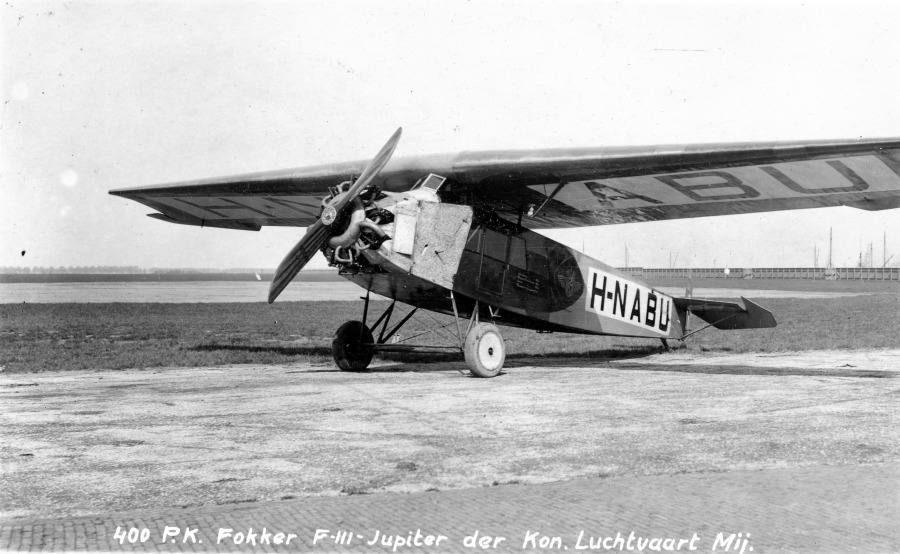
F.III H-NABU (ala parasol) de KLM - Gnome et Rhône Jupiter VI

KLM realizó el primer vuelo regular con el F.III el 14 de abril de 1921 en la ruta Ámsterdam-Londres. El H-NABH fue pilotado por el as de la I Guerra Mundial Gordon P. Olley. De los treinta y uno F.III que construyeron las dos factorías Fokker, doce fueron vendidos a KLM propulsados por motores lineales V8 Armstrong Siddeley Puma de 186 kW (256 HP) y empleados en las rutas que enlazaban Ámsterdam, Róterdam y Croydon. El 1 de septiembre de 1920 se inauguró un nuevo servicio aéreo en colaboración con la aerolínea alemana Deutsche Luft-Reederei - DLR de Ámsterdam a Bremen, Hamburgo y Copenhague. Otras aerolíneas usuarias del modelo fueron, la compañía nacional húngara MALERT que recibió entre 1922 y 1929 seis ejemplares; inicialmente, estos aviones contaban con motores BMW IIIa, pero posteriormente fueron remotorizados con los checos Breitfeld & Daněk Hiero IV de 172 kW (231 hp), siendo operados en las rutas de Budapest a Viena y Belgrado. 
Un F.III efectuó una serie de vuelos promocionales en los EE.UU sin gran éxito, únicamente entre dos y cuatro, según fuentes se vendieron. Aun así, El famoso y controvertido piloto Bert Acosta voló uno llamado Halve Maen desde el aeródromo de Hazelhurst, Long Island, el 22 de abril de 1922, mientras la soprano Jeanette Vreeland cantaba como primicia mundial, el primer concierto de radio desde un avión mientras sobrevolaba Nueva York. El F.III tenía un transmisor de 50 vatios y podía transmitir con un alcance de 500 km.
Los últimos F.III construidos empleaban motores Rolls-Royce Eagle IX de 360 hp y sus puestos de mando estaban desplazados a la izquierda.
La aerolínea conjunta germano-soviética Deruluft compró diez de estos F.III-Eagle y utilizó nueve aviones en su ruta Berlín - Königsberg - Kaunas – Smolensk – Moscú desde mayo de 1922. Estos aparatos, fueron parcialmente construidos en Schwerin y terminados en Veere, a excepción de uno de ellos que era un ejemplar único Fokker-Grulich V.1a. Los F.III sirvieron en Deruluft hasta 1932. Algunos de ellos fueron traspasados a Ukrpovitroshliakh / Ukrvozdukhput (Vía Aérea Ucraniana) y un número incierto de ellos también operaron con Dobrolet; volando la ruta Moscú - Mineralnye Vody hasta 1930. 
Otros dos nuevos aparatos (H-NABU, H-NABV) con ala de parasol entraron en servicio con KLM en 1922, siendo posteriormente modificados con motores radiales Gnome et Rhône Jupiter VI de 400 hp y hélice Curtiss-Reed de duraluminio sólido en 1925, y empleados en la ruta Ámsterdam-París. Se creía y esperaba que el ala parasol, proporcionaría mayor velocidad, pero en la práctica resultó ser lo contrario. El 10 de abril de 1926, cinco Fokker F.III de KLM volaron en formación desde el aeropuerto Schiphol de Ámsterdam hasta Basilea, para su entrega oficial a la aerolínea suiza Basler Aviation AG - Balair; los aviones se utilizaron en vuelos a Ginebra, Frankfurt, Karlsruhe, Lyon y Stuttgart. El H-NABV -posteriormente PH-ABV- fue el último F.III entregado a KLM en agosto de 1922, pero se mantuvo en servicio durante mucho tiempo. En diciembre de 1930 se vendió y continuó volando como VH-UQF con Pacific Aerial Transport Co., Wau, Territorio de Nueva Guinea administrado por Australia siendo dado de baja por accidente en 1931.

### Fokker-Grulich F.III

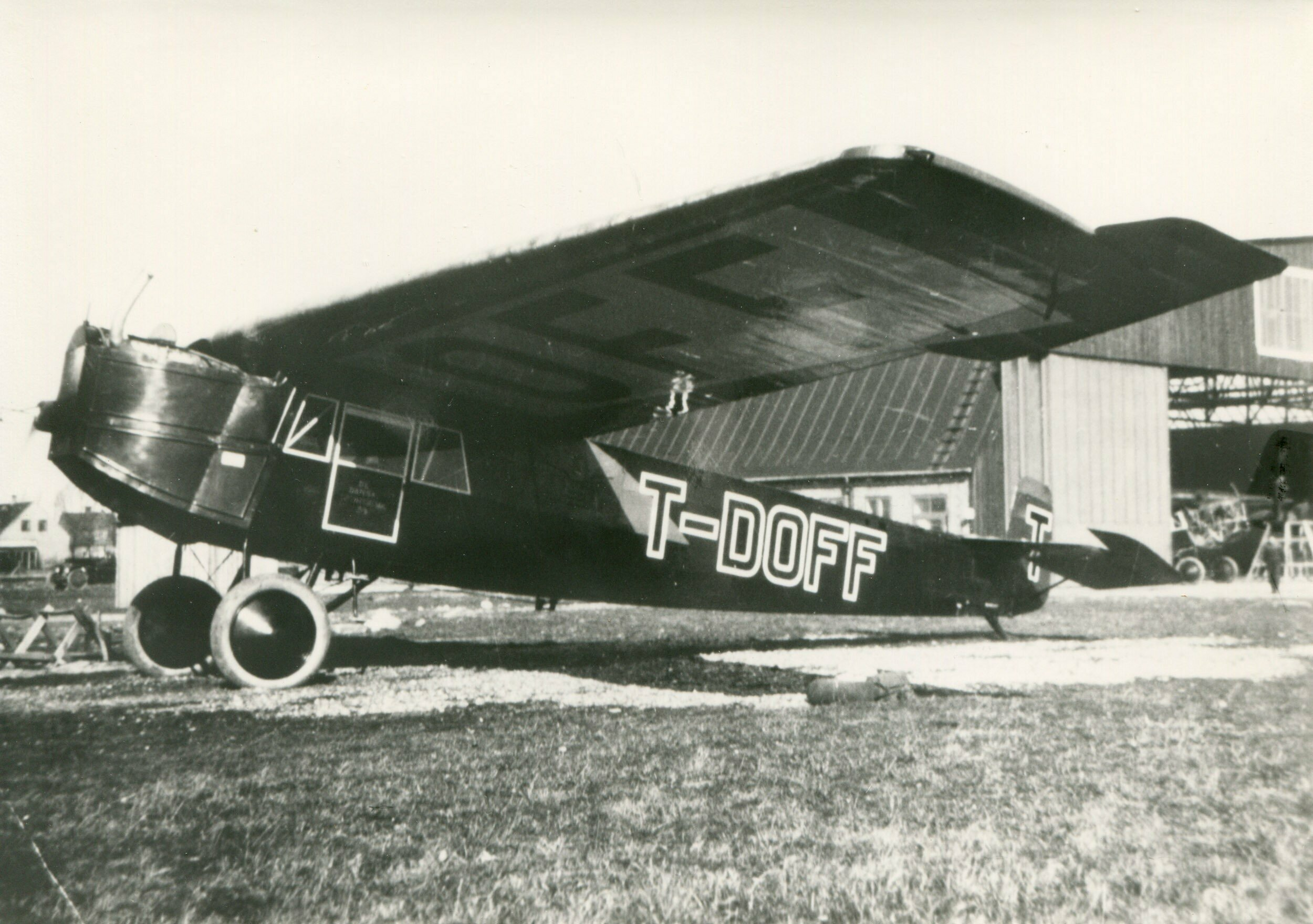
Fokker-Grulich F.III de Det Danske Luftfartselskab

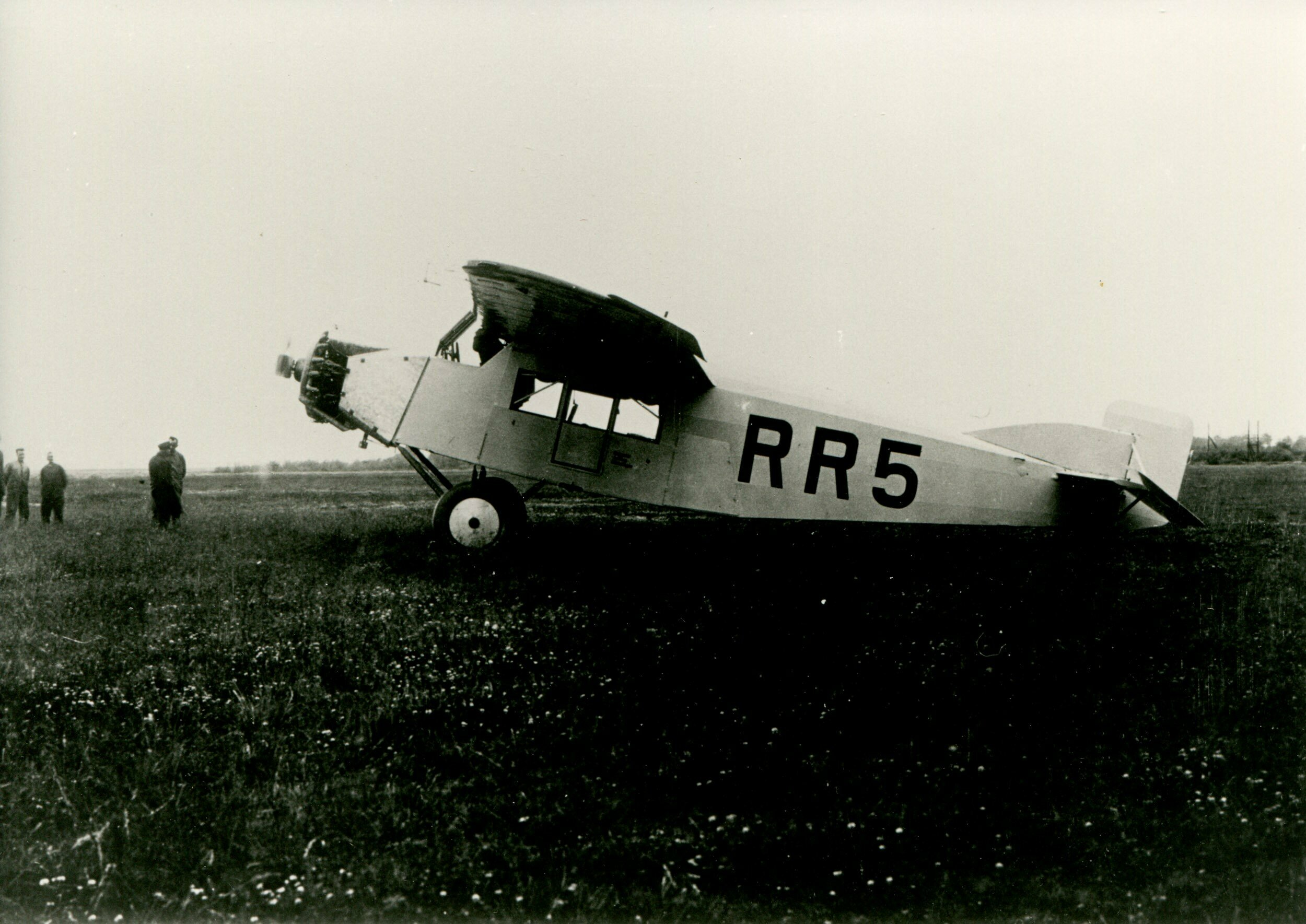
Grulich V.1a (motor Gnome et Rhône) de Deruluft

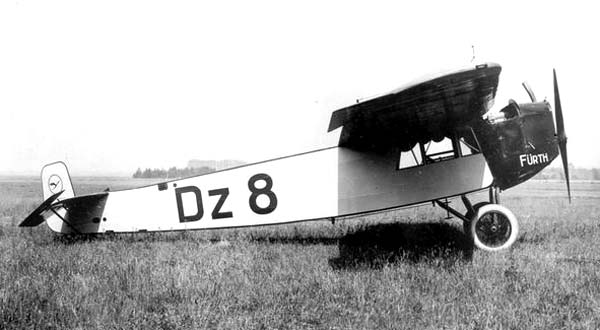
Fokker-Grulich F.III Dz8 de Danziger Luft-Reederei

En 1923 a iniciativa del Dr. Ing. Karl Grulich, ingeniero asociado con Gothaer Waggonfabrik (Gotha, GWF) durante la I Guerra Mundial y en aquel entonces gerente técnico de la aerolínea Deutscher Aero Lloyd -anteriormente Deutsche Luft-Reederei- se inicia la construcción bajo licencia del F.III en parte de los antiguos talleres Gotha, renombrados Flugzeugwerft GmbH en Staaken. La aerolínea compró por lo menos veinte de estos llamados Fokker-Grulich F.III. Aunque este modelo difería de los holandeses en algunos detalles, era imposible distinguirlos a simple vista, excepto por su motor, ya que cierto número de ejemplares estaban propulsados por el motor lineal de seis cilindros BMW IV con una potencia nominal de 160 kW 227 hp, mientras que otros lo estaban con el Armstrong Siddeley Puma. Algunos posteriormente recibieron el BMW Va de 240 kW (320 hp), siendo entonces redesignados F.IIIc.
Danziger Luft-Reederei filial de Deutsche Luft-Reederei, empleó cuatro aparatos registrados Dz3/4/5 y Dz8 en una ruta a la Ciudad Libre de Dánzig.
En 1925 la aerolínea nacional danesa Det Danske Luftfartselskab A/S - DDL adquirió cuatro ejemplares.

#### Variantes
- Grulich V.1:

Fuselaje, tren de aterrizaje y planos de cola rediseñados; propulsado en un principio por un motor V12 Rolls-Royce Eagle VIII con una potencia nominal de 268 kW (360 hp) para más tarde, instalarle un Gnome et Rhone radial sin carenar; con la designación V.1a y registrado como RR5 fue operado por Deruluft.
- Grulich V.2:

Similar al V.1 pero dotado de un tren de aterrizaje de F.III normalizado; se cree que montaba un motor lineal BMW IV.
Al constituirse Deutsche Luft Hansa AG en 1926, absorbió más de dieciséis Fokker-Grulich F.III de la flota de Deutscher Aero Lloyd que operaban en diversas rutas y los trasladó a cubrir líneas regionales secundarias que unían lugares costeros de vacaciones; posteriormente, los supervivientes fueron empleados en servicios internos de carga. Dos de ellos, fueron vendidos a la British Air Lines Ltd. en 1929.

## Características técnicas (F.III / Armstrong Siddeley Puma)
Referencia datos: Enciclopedia Ilustrada de la Aviación. Vol.8 (1982) Fokker F.III pág.1893 Edit. Delta ISBN 84-85822-73-0

### Características generales
- Tripulación: 1
- Capacidad: 5
- Longitud: 11,07 m
- Envergadura: 17,62 m
- Altura: 3,66 m
- Superficie alar: 39,10 m²
- Peso vacío: 1200 kg (equipado)
- Peso cargado: 1884 kg
- Peso máximo al despegue: 1905 kg
- Planta motriz: lineal V8 Armstrong Siddeley Puma.
  - Potencia: 186 kW (256 HP; 253 CV) cada uno.
- Hélices: bipala de madera de paso fijo
- Diámetro de la hélice: 2,85 m

### Rendimiento
- Velocidad nunca excedida (Vne): 150 km/h
- Velocidad crucero (Vc): 135 km/h
- Alcance: 4,6 horas con carga máxima de combustible
- Radio de acción: 650 km
- Techo de vuelo: 4000 m
- Carga alar: 51,15 kg/m²

## Operadores
Alemania
 República de Weimar
- Deutsche Luft-Reederei / Deutscher Aero Lloyd
- Bodensee Aerolloyd

 -  República de Weimar - Unión Soviética
- Deutsche-Russiche Luftverkehrs - Deruluft

 III Reich
- Deutsche Luft Hansa AG

 Ciudad Libre de Dánzig
- Danziger Luft-Reederei

 Dinamarca
- Det Danske Luftfartselskab - DDL

 Reino de Hungría
- Magyar Légiforgalmi R.T. - MALERT

 Territorio de Nueva Guinea
- Pacific Aerial Transport Co., Wau,

 Países Bajos
- KLM - Koninklijke Luchtvaart Maatschappij

 Suiza
- Basler Aviation AG - Balair
- Ost Schweizer Aero Gesellschaft

 Unión Soviética
- Deruluft
- Dobrolet
- Ukrpovitroshliakh / Ukrvozdukhput